# Červone (okres Užhorod)
Červone, ukrajinsky Червоне, maďarsky Csarondahát, je obec v čopské městské komunitě, v okrese Užhorod v Zakarpatské oblasti Ukrajiny. Ves vznikla ve 20. letech 20. století. V roce 2001 zde žilo 869 obyvatel, z toho 117 obyvatel bylo maďarské národnosti.